# Sainsbury’s Grand Prix

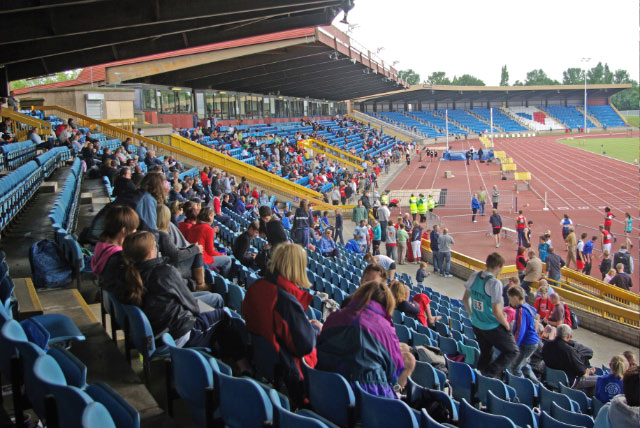
Место проведения соревнования — Alexander Stadium

Sainsbury’s Grand Prix — ежегодные легкоатлетические соревнования в Великобритании. Проводятся с 1953 года. В 2003-2010 годах проводились на Gateshead International Stadium в Гейтсхеде, с 2011 года — на стадионе Alexander Stadium в Бирмингеме. Являются одним из этапов Бриллиантовой лиги.

## Мировой рекорд
За годы проведения соревнований, здесь был установлен один мировой рекорд.
| Год  | Вид        | Рекорд   | Атлет        | Гражданство |
| ---- | ---------- | -------- | ------------ | ----------- |
| 2006 | 100 метров | 9,77 WR* | Асафа Пауэлл | Ямайка      |